# 제2차 그리스-페르시아 전쟁
그리스-페르시아 전쟁 중, 페르시아의 두 번째 그리스 침공은 페르시아 황제 크세르크세스 1세가 그리스 전체를 정복하기 위해 기원전 480년-479년 사이에 일어났다. 이 침략은 그리스를 정복하려는 다리우스 1세의 시도를 무산시킨 〈마라톤 전투〉에서 페르시아의 첫 번째 그리스 침공(기원전 492년-490년)의 패배에 대해 직접적인 설욕을 하고자 함이었다. 다리우스가 사망한 후 아들 크세르크세스는 몇 년 동안 두 번째 침공을 계획하여 막대한 군대와 해군을 모았다. 그리스의 아테네와 스파르타는 저항을 선택했다. 그리스 도시국가 중 약 1/10이 ‘연합’ 노력에 동참했지만, 대부분은 중립적이거나, 크세르크세스에 항복하는 길을 선택했다.
침공은 기원전 480년 봄에 시작되었다. 페르시아 군은 헬레스폰트를 건너 트라키아와 마케도니아를 거쳐 테살리아로 행군했다. 페르시아의 행군은 스파르타 왕 레오니다스 1세의 소규모 연합군에 의해 테르모필레의 길목에서 막혔다. 동시에 페르시아 함대도 아르테미시움 해협에서 연합군 함대에 의해 막혔다. 유명한 〈테르모필레 전투〉에서, 연합군은 7일 동안 페르시아 군을 지체시켰다. 그러나 산악로에서 측면공격을 받으며, 연합군 후위 부대는 포위되어, 전멸했다. 연합군 함대는 〈아르테미시온 해전〉에서도 페르시아 공격을 2일간을 버텨냈지만, 테르모필레의 참사 소식을 들은 후 살라미스로 철수했다.
테르모필레 전투 이후, 보이오티아와 아티카 모두 페르시아 군에 함락되었고, 아테네는 점령당해 불태워졌다.

## 사초
그리스-페르시아 전쟁의 주요 사초는 그리스의 역사학자 헤로도토스이다. ‘역사의 아버지’라 불리는 헤로도토스는 소아시아 할리카르낫소스(당시 페르시아가 점령)에서 기원전 484년에 태어났다. 그는 기원전 440-430년경에 그리스-페르시아 전쟁의 기원을 추적하려고 시도했던 ‘탐구’(Enquiries)(현대 그리스어: Historia, 영어: The Histories)라는 책을 썼다. 전쟁은 기원전 450년에 끝나게 되는데, 가장 비교적 최후까지 역사를 기록한 것이다. 헤로도토스의 접근 방식은 완전히 새로운 것이었으며, 적어도 서구 사회에서 그는 우리가 알고 있는 ‘역사’를 발명한 것처럼 보인다. 영국의 작가인 톰 홀랜드는 다음과 같이 말했다. “최초로 연대기 작성자가 너무나 먼 과거가 아니라 아주 멋지게 분쟁의 기원을 추적하고, 신의 변덕이나 소원, 운명을 드러내는 사람들의 주장을 배제하고, 오히려 그가 개인적으로 검증할 수 있는 설명을 서술했다”고 말했다.
어떤 후대의 고대 역사가들은 그의 발자취를 따르기는 했지만, 투키디데스를 시작으로 헤로도토스를 비판했다. 그럼에도 불구하고, 투키디데스는 헤로두투스가 생략한 그의 역사(세스토스 포위전)부터 시작하는 것을 선택하는 것으로부터 시작했으며, 헤로도토스가 기록한 역사가 다시 쓰거나, 교정할 필요가 없이 정확하다는 것을 실감했다. 플루타르코스는 그의 수필 ‘헤로도토스의 해악에 관하여’라는 그의 수필에서 헤로도토스를 ‘야만애호가’로 묘사하며 친 그리스적 입장을 나타내지 않은 것을 비난했다. 그러나 그것은 역으로 헤로도토스가 공정한 작업을 진행했다는 것을 시사하는 것이다. 헤로도토스에 대한 부정적인 견해가 르네상스 유럽으로 넘어 갔지만, 그의 책은 인기가 있었다. 그러나 19세기 이래로 그의 평판은 그가 언급한 사건을 반복적으로 확인한 고고학적 발견으로 극적으로 복구되었다. 현대의 지배적인 관점은 헤로도토스가 그의 《히스토리아》(Historia)에서 주목할 만한 일을 했다는 것이지만, 구체적인 세부 사항(특히 병력수와 날짜) 중 일부는 회의론적 시각이 여전히 남아있다. 그럼에도 불구하고, 일부 역사가들은 여전히 헤로도토스가 그의 이야기의 대부분을 지어냈다고 믿는다.
시실리 역사학자인 디오도로스 시켈로스 또한 자신의 기원전 1세기 서적인 《비블리오테카 히스토리카》(Bibliotheca Historica)를 통해 그리스-페르시아 전쟁에 대한 설명을 제공했다. 이것은 부분적으로 초기 그리스 역사가 에포로스에서 파생된 것이다. 이 기록은 헤로도토스의 기록과 상당히 일치한다. 그리스–페르시아어 전쟁은 플루타르코스, 크니도스의 크테시아스를 포함한 다른 고대 역사학자들에 의해 일부 설명이 되어 있고, 아이스킬로스와 같은 다른 극작가에 의해서도 언급되었다. 뱀기둥과 같은 고고학적 증거도 헤로도토스의 구체적인 주장을 뒷받침한다.

## 배경
그리스 도시 국가인 아테네와 에레트리아는 기원전 499년에서 기원전 494년 사이 다리우스 1세가 통치하는 페르시아 제국을 상대로 실패한 이오니아 반란을 지지했다. 페르시아 제국은 여전히 비교적 젊었고, 종속된 백성들 사이에서 반란이 자주 일어났다. 게다가, 다리우스는 약탈자였으며, 통치기의 상당한 시간을 반란을 진압하기 위해 보냈다. 이오니아 반란은 제국의 통합을 위협하는 사건이었고, 다리우스는 관련자들 (특히 제국에 속하지 않은 사람들)을 징벌하겠다고 다짐했다. 다리우스는 또한 이 기회를 제국을 고대 그리스 세계로 확장할 좋은 기회라고 여겼다. 기원전 492년, 그리스로 통하는 땅을 확보하기 위한 마르도니오스가 이끄는 선발 원정대는 트라키아를 탈환하고, 마케도니아를 페르시아의 완전한 속국으로 삼음으로써 끝났다. 마케도니아는 기원전 6세기 말에는 신하였었지만, 자치권을 유지하며 남아 있었고, 당시에는 완전히 속국화되지 않았었다.

페르시아 침공 당시의 그리스 세계를 보여주는 지도

기원전 491년, 다리우스는 그리스의 모든 도시 국가에 특사를 파견하여, 굴복의 증거로 ‘땅과 물’ 예물을 보내라고 요구했다. 전년에 충분한 힘을 증명했으므로, 대다수의 그리스 도시 국가들은 적당하게 대응을 했다. 그러나 아테네는 특사를 재판에 회부하여 처형하였고, 스파르타에서는 단순히 우물에 던져 넣었다. 이것은 스파르타도 페르시아와 전쟁을 하겠다는 의미였다.
그리하여 다리우스는 기원전 490년에 다티스와 아르타페르네스 휘하에 야심찬 기동부대를 소집하고, 키클라데스 제도의 항복을 받기 전에 낙소스를 선공했다. 그런 다음 기동부대는 에레트리아로 이동을 했고, 포위를 하여 파괴하였다. 마지막으로, 기동부대는 마라톤 만에 상륙하여 아테네인들을 급습했다. 아테네 군은 그곳에서 숫적으로 비교도 할 수 없이 월등한 페르시아군을 맞이했다. 잇달은 〈마라톤 전투〉에서 아테네는 괄목할한만 승기를 거두었고, 그것은 페르시아 군의 아시아로의 철군으로 이어졌다.
이에 다리우스는 그리스를 완전히 평정할 의도로 대규모의 새로운 군대를 소집하기 시작했다. 그러나, 기원전 486년, 이집트에서 반란이 일어났고, 부득불 그리스 원정은 연기되었다. 다리스스는 이집트로 진격을 준비하는 동안 사망을 했고, 페르시아의 왕좌는 그의 아들 크세르크세스 1세에게 이어졌다. 크세르크세스는 이집트 반란을 분쇄하였고, 그리스를 정벌할 준비를 신속하게 재개했다.

## 페르시아의 준비
전면적인 침공이 될 예정이었기 때문에, 장기적인 계획과 군비 그리고 징병이 필요했다. 헬레스폰투스 해협을 건너 군대를 유럽으로 투입하기 위해 ‘크세르크세스의 부교’를 가설하기로 결정했으며, 호토스 산의 지협(그 곶을 둘러싸, 기원전 492년, 페르시아 함대가 격파되었다)을 가로지르는 운하도 건설해야 했다. 이 두 업적은 엄청난 야심의 발로였고, 당시의 어떤 국가도 할 수 없는 일이었다. 그러나 원정은 이집트와 바빌로니아에서 일어난 또 다른 반란으로 인해 1년이 지연되었다.
기원전 481년, 대략 4년간의 준비 끝에, 크세르크세스는 유럽 침공을 위한 군대를 소집하기 시작했다. 헤로도토스는 군대가 징병된 46개 나라의 이름을 제시하고 있다. 페르시아군은 기원전 481년 여름과 가을에 소아시아에서 집결했다. 크세르크세스가 이끄는 동부의 태수령에서 온 군대는 크리탈라와 카파도키아에서 집결하였고, 겨울을 나기 위해 사르디스로 갔다. 초봄에 아비도스로 이동을 하여 서부의 태수령에서 온 군대와 합류를 했다. 그런 다음 크세르크세스가 소집한 군대는 2개의 부교를 통해 헬레스폰투스를 건너 유럽으로 진격해 갔다.

### 페르시아군의 규모

#### 육군

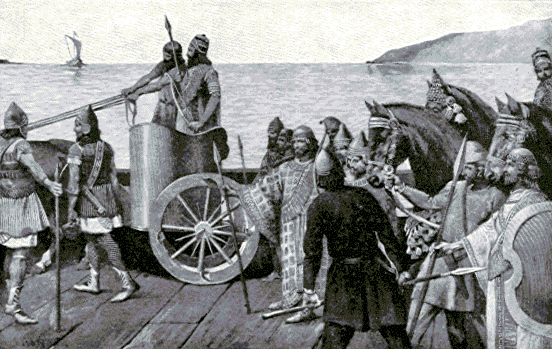
헬레스폰트를 건너는 크세르크세스

제2차 그리스 침공을 위해 크세르크세스가 징집한 군대의 규모는 끝없는 논쟁의 주제가 되어왔다. 왜냐하면, 고대 문헌에 제시된 수치가 엄청났기 때문이다. 헤로도토스는 전체 250만명이 동원되었으며, 동일한 규모의 병참병이 지원했다고 전한다. 동 시대의 시인 시모니데스는 400만명이라고 언급했으며, 크테시아스는 페르시아군의 기록을 근거로 크세르크세스가 징집한 인원이 전체 80만명이라는 수치를 제시하고 있다. 헤로도토스의 기록은 원정에 나선 페르시아 황군 공식 기록에 근거한 것이었다는 주장이 있는 반면, 현대의 학자들은 페르시아 군 체계와 논리적 능력, 그리스군의 규모, 그리고 침공로를 따라 보급 가능한 병참 지식에 근거하여 이러한 수치를 거부하는 경향이 있다.
현대의 학자들은 그리하여 일반적으로 고대 문헌에 제시된 수치는 승자의 입장에서의 오산이나 과장 또는 참전한 페르시아군에 의한 잘못된 정보 등에서 기인한 것이라고 여기고 있다. 주제 자체는 뜨거운 논쟁거리지만, 학들은 대체로 30만에서 50만 정도에 이를 것이라고 예상하고 있다. 실제 규모가 어떠하건 크세르크세스가 수륙 양쪽 모두 압도적인 숫적 우위로 징집하여 성공적인 원정을 굳히려 하였음은 명백하며, 또한 그 정도 규모의 군대가 질병과 기아로 죽어서 아시아로 귀환하지 못했다.
헤로도토스는 트라키아로 이동하는 동안 육해군은 크세르크세스에 의한 점검으로 인해 도리스코스에서 멈추게 되며 참전한 부대 규모가 드러나게 되었다고 설명하고 있다.

## 의의

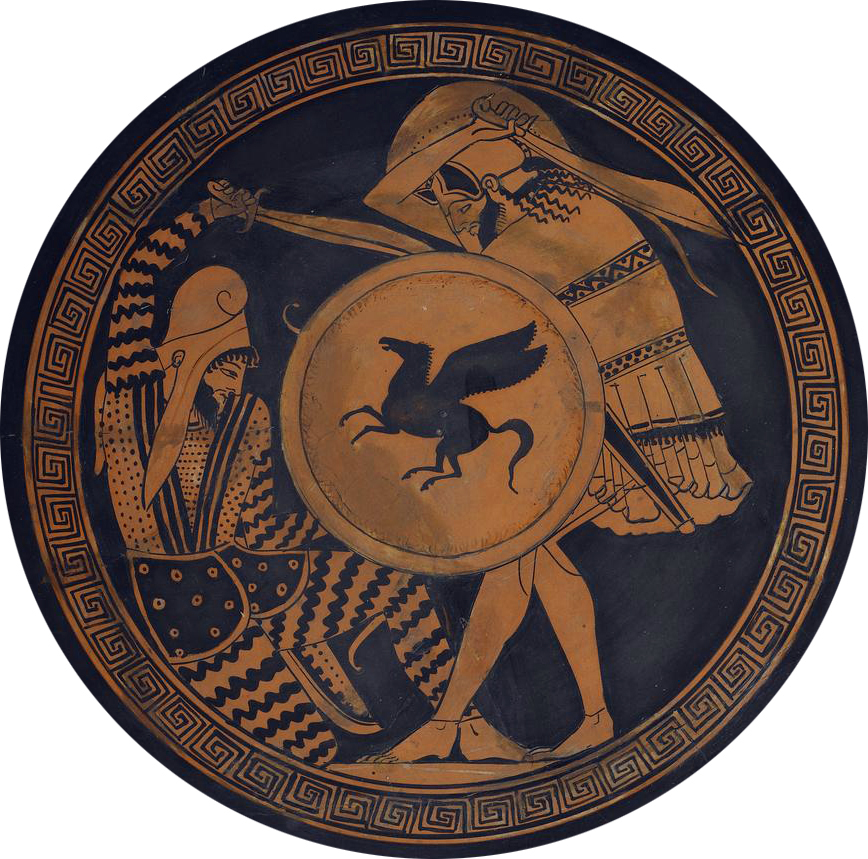
그리스 중장보병과 페르시아 경갑보병의 전투, 기원전 5세기 킬리크스

제2차 페르시아 침공은 유럽 역사상 가장 중요한 사건 중 하나였다. 많은 사학자들은 만약 그리스가 정복당했다면 서구 문명의 기초인 고대 그리스 문화가 발전하지 못했을 것이며 더 나아가 서구 문명 자체가 그러했을 것이라고 주장한다. 이것은 지나친 주장일 수 있으나, 최소한 당사자인 당시의 그리스인들조차도 무언가 중요한 것이 일어났다는 것을 인지하고 있었다.
군사적인 면에서, 페르시아의 침공 동안 전술적, 전략적 혁신은 그다지 일어나지 않았고 전쟁의 승리를 가져온 것은 장군이 아니라 병사들이었다. 먼저, 장군에 의한 두 가지를 살펴보면, 테르모필라이 전투는 종종 지형을 군사적 역량으로 사용한 좋은 예로 제시된다. 그리고 살라미스 전투 이전의 테미스토클레스의 책략은 전투에서 기만을 이용하는 좋은 예로 제시된다. 하지만 이 전쟁의 주요 교훈은 마라톤 전투에서도 재확인할 수 있지만 백병전에서 페르시아 경갑보병을 상대한 중장보병의 중요성이었다. 이 교훈을 배웠기 때문에 펠로폰네소스 전쟁 이후 페르시아 제국은 그리스 용병을 모집하고 그들에 의존하기 시작했다.

## 참고 문헌

### 고대문헌
- 헤로도토스, 《역사》
- 디오도로스 시켈로스, 《비블리오테카 히스토리카》
- 크테시아스, 《페르시카》 (포티오스의 묘비명에서)

### 현대문헌
- 톰 홀랜드 (2006). Persian Fire: The First World Empire and the Battle for the West. Abacus, ISBN 0-385-51311-9.
- 피터 그린 (1996). The Greco-Persian Wars. 캘리포니아 대학교 출판부.
- Lazenby, JF (1993). The Defence of Greece 490–479 BC. Aris & Phillips Ltd., (ISBN 0-85668-591-7)
- de Souza, Philip (2003). The Greek and Persian Wars, 499–386 BC. Osprey Publishing, (ISBN 1-84176-358-6)